# 伊尼戈·塞万提斯
伊尼戈·塞万提斯（西班牙語：Íñigo Cervantes；1989年11月30日—）是一位西班牙網球運動員。他在2009年轉為職業球員，迄今已經獲得三個ATP賽事單打冠軍。

## 外部連結
- 伊尼戈·塞万提斯（英文/西班牙文）的官方資料